# Miami (Oklahoma)
Miami er en amerikansk by og administrativt centrum i det amerikanske county Ottawa County, i staten Oklahoma. I 2000 havde byen et indbyggertal på 13.704.

## Ekstern henvisning
- Miamis hjemmeside Arkiveret 4. marts 2005 hos  Wayback Machine (engelsk)

36°53′01″N 94°52′34″V / 36.8836°N 94.8761°V